# Mesochelifer thunebergi
Mesochelifer thunebergi es una especie de arácnido del orden Pseudoscorpionida de la familia Cheliferidae.

## Distribución geográfica
Es endémica de Tenerife, en las islas Canarias (España).